# Deloit (Iowa)
Deloit es una ciudad situada en el condado de Crawford, en el estado de Iowa, Estados Unidos. Según el censo de 2010 tenía una población de 264 habitantes.

## Geografía
Según la Oficina del Censo de los Estados Unidos, la localidad tiene un área total de 1,08 km², la totalidad de los cuales 1,08 km² corresponden a tierra firme.

## Demografía
Según el censo de 2010, había 264 personas residiendo en la localidad. La densidad de población era de 244,44 hab./km². Había 123 viviendas con una densidad media de 113,89 viviendas/km². El 87,5% de los habitantes eran blancos, el 10,98% de otras razas, y el 1,52% pertenecía a dos o más razas. El 21,97% de la población eran hispanos o latinos de cualquier raza.